# 於茂登岳

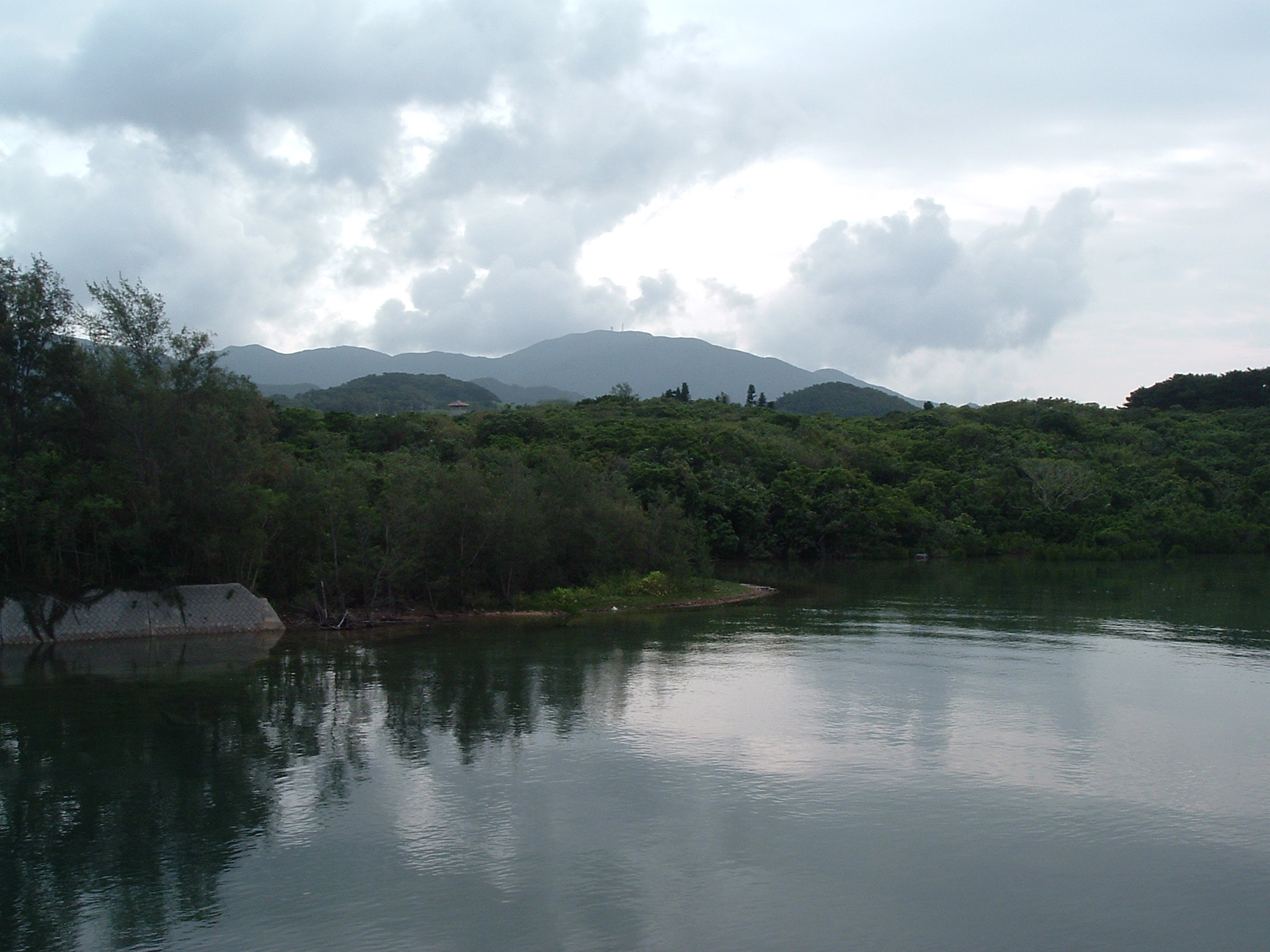
於茂登岳

於茂登岳（おもとだけ、八重山語: ウムトゥダギ）は、沖縄県石垣市にある標高526メートルの山である。石垣富士とも呼ばれる。『球陽』では宇本嶽、宇茂登嶽と記されている。

## 概要
於茂登岳の標高は526メートルで、沖縄県の最高峰であり、また正保年間の『正保国絵図』に琉球で唯一名前が記された山である。石垣島（北東に突き出す野底半島、平久保半島を除いた部分）の北岸沿いに東西に連なる於茂登山系のほぼ中央に位置し、北北東には桴海於茂登岳が、西にはぶざま岳がある。地質的には新第三紀の花崗岩からなる。
イタジイを中心とする照葉樹林に覆われているが、山頂付近はリュウキュウチクに覆われ、背の高い草地となっている。北側の山麓にはカンヒザクラの自生地があり、「荒川のカンヒザクラ自生地」として国の天然記念物に指定されている。この他、国指定の特別天然記念物であるカンムリワシやリュウキュウキンバト、県指定の天然記念物であるアサヒナキマダラセセリなどの動植物が周辺に生息する。
1997年（平成9年）9月11日に、北西麓の川平湾とともに「川平湾及び於茂登岳」として国の名勝に指定されている。登山道は南側にある。北東側中腹から発する宮良川や南側中腹から発する名蔵川が、島の生活用水や農業用水といった水源とされ、南斜面の一部は水源涵養林に、また山頂周辺や尾根筋などは保安林に指定されている。

## 信仰
古くから霊山として信仰の中心的存在であり、山名の「ウムトゥ」は「島の大本」を意味するともいう。『琉球国由来記』によると、名蔵村の御嶽は於茂登の神「ウムトゥテラシィ」の拝礼所で、於茂登の神を祀る祭事が島内の多くの御嶽で行われたとされる。また、『琉球国由来記』や『君南風由来并位階且公事』では、首里の弁ヶ岳、於茂登岳、久米島の三神は日本から渡来した姉妹であり、二番目の神は妹と一緒に久米島を居所としたが、自分の山が妹のいる山より低かったので、八重山に移って於茂登岳に垂迹して島の守護神になったと伝わる。弘治13年（1500年）のオヤケアカハチの乱の際には、久米島の神女を統括する君南風が琉球王国の軍に帯同し、於茂登岳の神を説得して帰順させたという。

## 登山
- 登山口まで
  - 車 - 石垣空港から車で約30分。
  - バス - 石垣バスターミナルから東運輸米原キャンプ場線（系統番号11）で約44分のおもと停留所下車。 於茂登岳登山口まで徒歩約30分。
- 登山口から山頂までは、徒歩約1時間（下りは約55分）[8]。

## 於茂登岳に関する事物
- 西表島 - 新井白石の『南島志』では「入表」と表記され、於茂登岳より奥にある島の意味であると記されている[9]。また、西（いり）の於茂登に由来するという説もある。

### 音楽
- BEGIN - 「オモトタケオ」（於茂登岳男）と題する島唄のアルバム3作及びベストアルバムを出している。
  - 『ビギンの島唄 〜オモトタケオ〜』（2000年7月21日発売）
  - 『ビギンの島唄 〜オモトタケオ2〜』（2002年7月3日発売）
  - 『ビギンの島唄 〜オモトタケオ3〜』（2010年9月8日発売）
  - 『ビギンの島唄 オモトタケオのがベスト 25周年記念盤』（2015年3月18日発売）[10]
- 「ふるさとからの声」 - 成底ゆう子の曲。歌詞で於茂登岳が歌われている[11]。